# Maunga Terevaka

De vulkaan Maunga Terevaka, ingetekend op een kaart van Paaseiland

De Maunga Terevaka (of kortweg Terevaka) is een 507 meter hoge dode vulkaan op het noordwestelijke deel van Paaseiland (Chili). Het is de grootste en de jongste van de drie belangrijkste vulkanen op Rapa Nui, zoals Paaseiland ook wordt genoemd. De andere twee vulkaantoppen zijn de Poike, die het oostelijk deel van het eiland vormt, en de Rano Kau, die het zuidelijk deel van Paaseiland vorm geeft. Op de hellingen van de Terevaka zijn diverse kleinere vulkanen en vulkanische kraters te vinden, waaronder kraters met daarin de kratermeren Rano Aroi en Rano Raraku.
De Terevaka is voor het laatst uitgebarsten in het Pleistoceen en is minder dan 400.000 jaar oud. De ouderdom van zijn vulkanische helling bij Roiho is geschat tussen 110.000 en 150.000 jaar.